# Горніндальсватнет
Горніндальсватнет (норв. Hornindalsvatnet) — найглибше озеро в Норвегії й у всій північній Європі, глибина 514 м. Поверхня озера лежить на висоті 53 м над рівнем моря, отже, його дно розташоване на позначці 514 м нижче рівня моря.
У 1990-х компанія «Telenor», колишня національна телефонна компанія Норвегії, оцінила глибину озера в 612 м, коли прокладала оптичний кабель по його дну. Таким чином, сучасні офіційні дані можуть значно занижувати справжнє значення максимальної глибини. Об'єм водойми становить близько 12 км³. Площа дорівнює приблизно 50 км² і за цим показником озеро посідає лише 19-те місце серед озер Норвегії. Географічно розташоване у комунах Стад (фюльке Вестланн) та Волда (фюльке Мере-ог-Ромсдал). На території комуни Волда раніше тривалий час була комуна Горніндал. На березі зі сходу лежить село Гродос.
Річки з льодовиковим живленням не впадають в озеро, тому вода в ньому одна з найчистіших у всій Скандинавії. Тут можна займатися плаванням, веслуванням і риболовлею.
У липні на березі водойми проводять щорічний марафон.

## Галерея

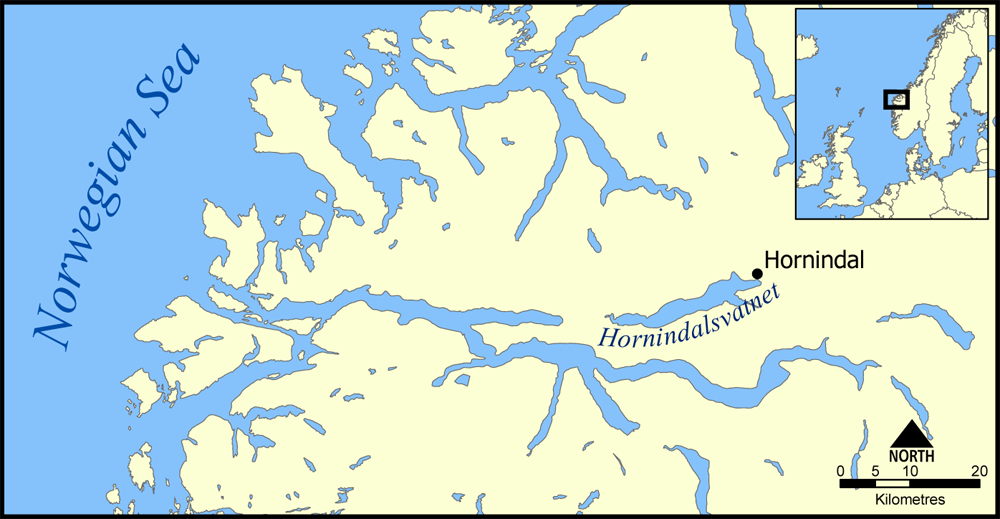
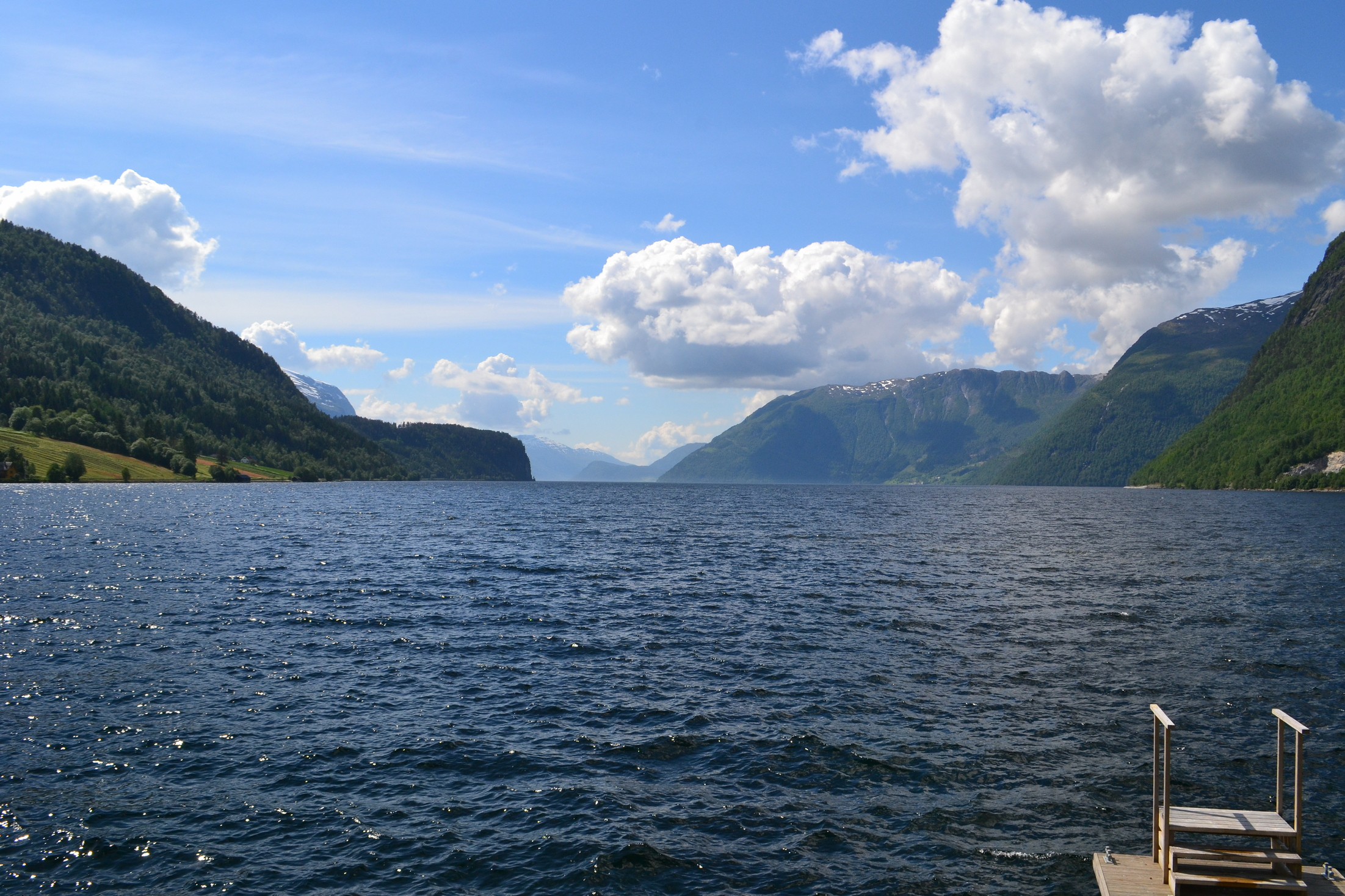
Краєвид на озеро з Grodås
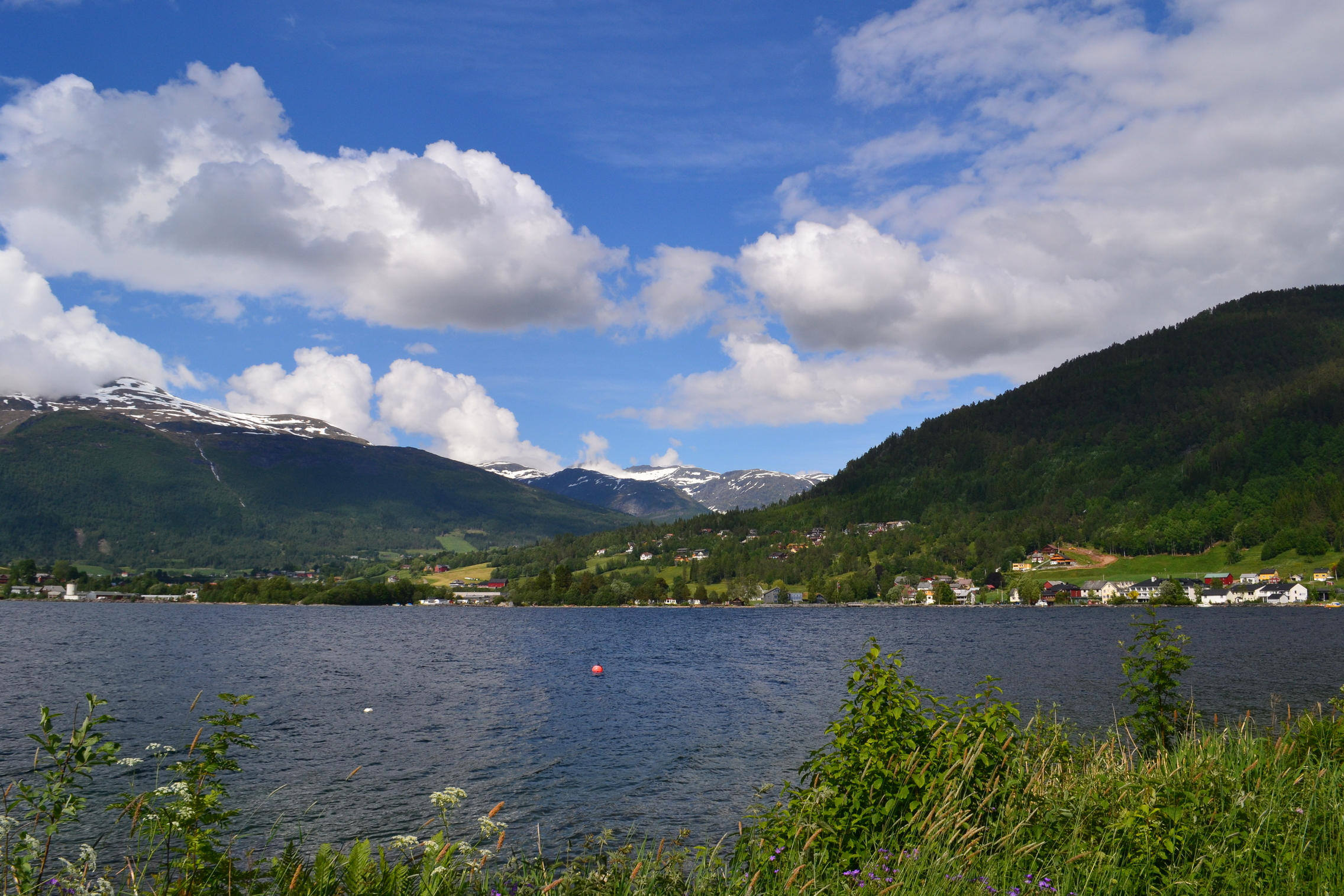
Краєвид на озеро